# Сосов, Иван Власович
Иван Власович Сосов  (1930 — 2000) — тракторист-комбайнёр Орджоникидзевского совхоза Орджоникидзевского района Кустанайской области, Казахская ССР. Герой Социалистического Труда (11.01.1957).

## Биография
Родился Иван Сосов в Вёшенском (в 1934— 1956 годах — Базковском) районе Северо-Кавказского края, ныне — Ростовской области. Русский.
Трудовую деятельность начал в 1944 году трактористом. Позже освоил специальность комбайнера. Работал на Украине.
С началом всесоюзной кампании по освоению целинных и залежных земель по комсомольской путёвке прибыл в 1954 году в Казахскую ССР (ныне — Казахстан). С первых же дней активно включился в создание нового совхоза «Орджоникидзевский» в Орджоникидзевском районе Кустанайской области (ныне — село Крымское Денисовского района Костанайской области).
За время работы в совхозе проявил себя опытным механизатором. Хорошее знание техники, тщательный уход за машиной и исключительное трудолюбие позволили ему добиваться высоких показателей. В 1955 году на тракторе «Сталинец-80» он вспахал 1300 гектаров целины. В 1956 году к этой площади добавил ещё 993 гектара и, кроме того, работая летом и осенью на комбайне «Сталинец-6», убрал урожай с площади 760 гектаров. Его намолот зерна только за одну страду составил 14 036 центнеров. Чтобы перевезти намолоченное умелым комбайнером зерно, потребовалось триста пятитонных грузовиков.
Указом Президиума Верховного Совета СССР от 11 января 1957 года за особо выдающиеся успехи, достигнутые в работе по освоению целинных и залежных земель, и получение высокого урожая Сосов Иван Власович удостоен звания Героя Социалистического Труда с вручением ордена Ленина и золотой медали «Серп и Молот».
В 1959 году вступил в КПСС. В дальнейшем, работая в Орджоникидзевском совхозе, возглавил механизированную бригаду полеводов и продолжил демонстрировать высокие производственные показатели. В 1966 году руководимый им коллектив вырастил урожай зерновых по 18,6 центнера с гектара, техника в его бригаде всегда содержалась в хорошем состоянии, а трактористы давали наибольшую выработку по совхозу при значительной экономии горючего, запасных частей.
В конце 1960-х годов всей семьёй (жена и четыре дочери) отправился в Ханты-Мансийский национальный округ Тюменской области, где участвовал в освоении Самотлорского нефтегазового месторождения.
С 1972 года проживал в городе Мегион (Ханты-Мансийский автономный округ — Югра). Работал в Управлении механизации № 2 треста «Самотлортрубопроводстрой» на строительстве магистральных нефтепроводов, на своём тракторе «Кировец» (К-700) изъездил весь край: бывал на авариях, перевозил новую технику.
С 1989 года — персональный пенсионер союзного значения.
Умер в 2000 году. Похоронен в городе Мегион (Ханты-Мансийский автономный округ — Югра).

## Семья
- Жена Сосова
- Четыре дочери

## Награды
- Золотая медаль «Серп и Молот» (11.01.1957);
- Орден Ленина (11.01.1957).
- Медаль «За трудовую доблесть»
- Медаль «В ознаменование 100-летия со дня рождения Владимира Ильича Ленина» (6 апреля 1970)
- Медаль «Ветеран труда»
- Медаль «За освоение целинных земель» (20.10.1956)
- медалями ВДНХ СССР: